# Marynés Casal Muñoz
Marynés Casal Muñoz (La Coruña, España, 1915-19 de diciembre de 2009) fue una escritora y odontóloga uruguaya nacida en España. Publicó libros de poesías y notas en diarios y revistas de Uruguay.

## Biografía
Su padre fue el poeta, escritor y diplomático Julio J. Casal quien junto a su esposa María Concepción Muñoz se encontraban en La Coruña (España) donde Casal se desempeñaba como diplomático. Allí nació Marynés Casal Muñoz y sus hermanos también escritores Julio César Casal Muñoz y Rafael Casal Muñoz. Su hermana Selva Casal nació unos años después en Montevideo. 
Su familia estuvo muy vinculada a las letras y desde muy joven publicó libros de poesía y pequeñas reseñas en revistas de Montevideo. Estudió y se graduó de Odontóloga y luego contrajo matrimonio con Eliseo Sánchez con quien tuvo 4 hijos.

## Obras
Algunas de sus obras fueron reconocidas con Premios locales.
- Cuna de río. 1939. Premio Ministerio de Instrucción Pública, Uruguay.
- Bosque pequeño. 1951
- Rosa Ceñida. 1961
- Crisol. 1965
- Pájaros de lluvia. 1968. Premio Municipio de Montevideo.
- Es el aire. 1978
- Hacedor del misterio. 1984